# Oleh Olekszandrovics Makarov
Oleh Olekszandrovics Makarov (ukránul: Олег Олександрович Макаров, oroszul: Олег Александрович Макаров (Oleg Alekszandrovics Makarov); Rubcovszk, Szovjetunió, 1929. július 26. – Kijev, 1995. november 8.) ukrán labdarúgókapus, edző.